# Jozef Heimberger
Jozef Heimberger (21. července 1936 – 4. července 1999) byl slovenský fotbalový útočník.

## Fotbalová kariéra
V československé lize hrál za Spartak Trnava. Nastoupil ve 12 ligových utkáních a dal 2 ligové góly.

## Ligová bilance
| Ročník                                   | Zápasy | Góly | Klub           |
| ---------------------------------------- | ------ | ---- | -------------- |
| Přebor československé republiky 1955     | 4      | 0    | Spartak Trnava |
| 1. československá fotbalová liga 1958/59 | 3      | 0    | Spartak Trnava |
| 1. československá fotbalová liga 1959/60 | 5      | 2    | Spartak Trnava |
| CELKEM                                   | 12     | 2    |                |